# Louis Cartier
Pour les articles homonymes, voir Louis Cartier (sculpteur) et Cartier.
Louis Joseph Cartier, né le 6 juin 1875 dans le 17e arrondissement de Paris et mort le 23 juillet 1942, est un joaillier français, petit-fils de Louis-François Cartier (fondateur de Cartier SA, société française de luxe) et fils d'Alfred Cartier.

## Biographie

### Jeunesse et famille
Issu d'une famille tenant une joaillerie-horlogerie, fils d'Alfred Cartier et d'Alice Amélie Griffeuille, Louis Joseph Cartier naît à Paris en 1875.
Il se marie une première fois le 28 avril 1898 avec Andrée Caroline Worth (1881-1939), fille du couturier Jean-Philippe Worth et dont il divorce en 1909. Il a ensuite une liaison avec Jeanne Toussaint, qu'il souhaite épouser, ce à quoi il doit renoncer sous la pression de sa famille. Il la fait néanmoins engager dans l'entreprise comme créatrice de bijoux. Il lui succède à la tête de la direction artistique en 1933, année où il part vivre à Budapest avec sa nouvelle épouse, une aristocrate hongroise avec qui il s'est marié en 1924.

### Carrière
Louis Cartier rejoint son père au sein de la maison Cartier en 1898. Cette date marque le début du développement à l'international de la marque (jusqu'en Inde, où des maharadjahs sont clients). Pendant que Louis seconde son père dans le magasin parisien, ses frères Jacques et Pierre ouvrent des succursales à Londres et à New York.
Il crée un studio de création dans l'entreprise et impose le platine (un métal plus dur que l'or et l'argent, compliqué à travailler mais plus léger à porter).

### Créations
En 1904, Louis Cartier, avec l'aide de l'allemand Hans Wilsdorf (1881-1960), crée une montre à bracelet pour son ami l'aviateur Alberto Santos-Dumont, qui s'était plaint de la difficulté de regarder sa montre-gousset en plein vol. Ce modèle est commercialisé à partir de 1911 sous le nom de Santos.
Il est inhumé au cimetière des Gonards de Versailles.